# Pandemonium (Cavalera Conspiracy)
Pandemonium è il terzo album dei Cavalera Conspiracy. L'album è stato pubblicato nel 2014, il 31 ottobre in europa, il 3 novembre nel regno unito e il 4 novembre nel nord america.

## Curiosità
Durante la fase di composizione del disco Max Cavalera fu sul punto di intitolare l'album "Fuck That Groove" per via della brutalità musicale dei brani che lo avrebbero composto. In un'intervista a Loudwire Max ha ammesso di aver voluto mettere alla prova il fratello Igor: “L'ho costretto a provare a suonare veloce come se fosse ancora un quindicenne... Volevo suonare veloce ogni pezzo, ma ogni volta lui tornava a ritmi carichi di groove. E io gli dicevo: ‘Basta col groove, torna a suonare veloce!'”.
Un pezzo nuovo, intitolato "Bonzai Kamikaze", fu caricato in agosto sul Soundcloud ufficiale della Napalm Records. Il pezzo parla dei piloti kamikaze giapponesi e del loro fervore nel commettere suicidio per la loro patria.

## Tracce

### Edizione standard
1. Babylonian Pandemonium – 3:35
2. Bonzai Kamikazee – 4:04
3. Scum – 2:29
4. I, Barbarian – 3:25
5. Cramunhão – 5:28
6. Apex Predator – 3:45
7. Insurrection – 3:50
8. Not Losing The Edge – 5:10
9. Father Of Hate – 3:32
10. The Crucible – 3:27

### Tracce bonus
1. Deus Ex Machina – 6:25
2. Porra – 5:59

## Formazione
Gruppo
- Max Cavalera – voce, chitarra
- Igor Cavalera – batteria, percussioni
- Marc Rizzo – chitarra
- Nate Newton – basso

Produzione
- Max Cavalera – produzione
- John W. Gray – registrazione, missaggio
- Joe Laporta – mastering